# Spaniocentra apatella
Spaniocentra apatella là một loài bướm đêm trong họ Geometridae.